# Hanako
《Hanako》是日本Magazine House出版公司於每月第二週發行的女性時尚雜誌，1988年6月2日創刊。該雜誌的主要內容包括有東京的商店、時尚、餐廳及戲院等等。該雜誌也針對於二十多歲的女性模特兒。

## 外部連結
- 《Hanako》雜誌官方網站（页面存档备份，存于） （日語）